# Levski Sofia (sociedad deportiva)
El Club Deportivo Levski (en búlgaro: Спортен клуб "Левски", Sporten klub "Levski") es un club deportivo de Sofía, Bulgaria, fundado el 24 de mayo de 1914. El club lleva el nombre de Vasil Levski, el héroe nacional de Bulgaria. Su equipo de fútbol, el PFC Levski Sofia, es la rama deportiva más popular del club. Otras secciones importantes son el BC Levski Sofia, el equipo de baloncesto, y el VC Levski Sofia, el equipo de voleibol. El club cuenta con 40 especialidades deportivas.
Conocidos por su uniforme totalmente azul, el Levski es el único club búlgaro que ha ganado la Copa de Europa en dos diferentes deportes de equipo: baloncesto y voleibol. Hasta la fecha, el club ha llegado a 15 finales europeas de clubes y ha ganado cuatro títulos: una Euroliga Femenina, una Liga de Campeones CEV y dos títulos de la EuroCup; también ha jugado en cuatro finales de la Champions League, seis Recopas de la CEV y una final de EuroCup.
En el período de 1949 y 1957 el club cambió su nombre a Dynamo. Desde 1957 el club mantiene su nombre actual, Levski. Los atletas del club deportivo Levski han ganado casi mil medallas en Juegos Olímpicos, Campeonatos del Mundo y Campeonatos de Europa.

## Fútbol
- PFC Levski Sofia

A PFG : 26
- 1933, 1937, 1942, 1946, 1947, 1949, 1950, 1953, 1965, 1968, 1970, 1974, 1977, 1979, 1984, 1985, 1988, 1993, 1994, 1995, 2000, 2001, 2002, 2006, 2007, 2009

Copa de Bulgaria : 26
- 1942, 1946, 1947, 1949, 1950, 1956, 1957, 1959, 1967, 1970, 1971, 1976, 1977, 1979, 1982, 1984, 1986, 1991, 1992, 1994, 1998, 2000, 2002, 2003, 2005, 2007

Campeonato de Sofia: 11
- 1923, 1924, 1925, 1929, 1933, 1937, 1942, 1943, 1945, 1946, 1948

Copa del Zar / Copa del Ejército Soviético : 5
- 1933, 1937, 1984, 1987, 1988

Supercopa de Bulgaria : 3
- 2005, 2007, 2009

## Baloncesto
- BC Levski Sofia

### Masculino
Liga de Baloncesto de Bulgaria : 17
- 1942, 1945, 1946, 1947, 1954, 1956, 1960, 1962, 1978, 1979, 1981, 1982, 1986, 1993, 1994, 2000, 2001

Copa de Bulgaria: 14
- 1951, 1967, 1968, 1969, 1971, 1972, 1976, 1979, 1982, 1983, 1993, 2001, 2009, 2010

Liga Balcánica
- Campeón: 2010

### Femenino
Campeón: 8
- 1980, 1983, 1984, 1985, 1986, 1987, 1988, 1994

Copa de Bulgaria: 13'
- 1969, 1972, 1974, 1976, 1977, 1980, 1982, 1983, 1985, 1986, 1987, 1989, 1991

Euroliga
- Campeón: 1984

Copa Ronchetti
- Campeón: 1978, 1979

## Voleibol
- VC Levski Sofia

### Masculino
Campeón: 15
- 1945, 1959, 1980, 1985, 1992, 1997, 1999, 2000, 2001, 2002, 2003, 2004, 2005, 2006, 2009

Copa de Bulgaria: 16
- 1960, 1966, 1968, 1972, 1980, 1983, 1987, 1989, 1996, 1997, 2000, 2001, 2003, 2004, 2006, 2012

Copa CEV
- Subcampeón: 6
  - 1975, 1979, 1982, 1985, 1987, 1989

### Femenino
Campeón: 28
- 1959, 1961, 1962, 1963, 1964, 1965, 1966, 1967, 1970, 1971, 1972, 1973, 1974, 1975, 1976, 1977, 1980, 1981, 1984, 1990, 1996, 1997, 1998, 1999, 2001, 2002, 2003, 2009

Copa de Bulgaria: 25
- 1959, 1960, 1961, 1966, 1967, 1970, 1972, 1973, 1974, 1978, 1980, 1987, 1990, 1991, 1992, 1994, 1997, 1998, 1999, 2001, 2002, 2003, 2005, 2006, 2009

Copa CEV
- Campeón: 1964

## Hockey
- HC Levski Sofia

Liga de Hockey de Bulgaria: 13
- 1976, 1977, 1978, 1979, 1980, 1981, 1982, 1989, 1990, 1992, 1995, 1999, 2003

Copa de Bulgaria: 17
- 1968, 1974, 1977, 1979, 1980, 1982, 1984, 1985, 1988, 1989, 1990, 1991, 1995, 1996, 1999, 2000, 2005